# Sterdyń
Sterdyń is een plaats in het Poolse district Sokołowski, woiwodschap Mazovië. De plaats maakt deel uit van de gemeente Sterdyń en telt 814 inwoners.